# Martiodendron elatum
Martiodendron elatum är en ärtväxtart som först beskrevs av Adolpho Ducke, och fick sitt nu gällande namn av Henry Allan Gleason. Martiodendron elatum ingår i släktet Martiodendron och familjen ärtväxter.

## Underarter
Arten delas in i följande underarter:
- M. e. elatum
- M. e. occidentale